# Atreu
Atreu, na mitologia grega, foi rei de Micenas, filho de Pélope e de Hipodâmia, neto de Tântalo, irmão gémeo de Tiestes e pai de Agamemnon e Menelau.
Existem variantes sobre os filhos de Atreu:
- em Pseudo-Apolodoro, Agamemnon e Menelau são filhos de Plístene e Érope, filha de Catreu[5].
- em Hesíodo e Ésquilo, citados por João Tzetzes, poeta e gramático bizantino, Plístene era filho de Atreu e Érope, e Agamemnon, Menelau e Anaxíbia eram filhos de Plístene com Cléola, filha de Dias[6].

## Drama mitológico
A história começa quando Atreu e o seu irmão Tiestes assassinam o seu meio-irmão Crisipo, um rapaz extremamente belo, filho ilegítemo de Pélope, instigados pela sua mãe Hipodâmia. Após o crime, Pélope culpa Hipodâmia, que se mata.
Os irmãos refugiaram-se em Micenas, onde o rei Euristeu os acolheu.
Quando Euristeu marchou contra os heráclidas, deixaram os irmãos a tomarem conta do trono. Porém, o que seria um cargo temporário, tornou-se permanente quando o rei morreu em batalha. A partir deste momento as calamidades sucederam-se na Casa de Tântalo.
Atreu quis oferecer o seu melhor cordeiro como sacrifício a Ártemis. Ao procurar no seu rebanho, descobriu um cordeiro dourado, que ofereceu à sua esposa, Aerópe, para o esconder dos deuses. Mas ela  deu o cordeiro ao seu amante, Tiestes, o irmão de Atreu. Este diz que quem tiver o cordeiro dourado deverá ser rei. Atreu aceita, mas Tiestes aparece com o cordeiro e reclama o trono. Mas Atreu, a conselho de Hermes, desafia Tiestes a dar-lhe o trono se o Sol andar para trás. Tiestes concorda, Zeus coloca o sol a andar para trás no céu, e Atreu retoma o trono e expulsa Tiestes de Micenas.
Ao saber também do adultério de Érope com Tiestes, Atreu concebe um plano para se vingar, finge uma reconciliação com Tiestes e convida-o para Micenas. Após aceitar o convite, Atreu mata os filhos de Tiestes e manda preparar a carne para a sua refeição. Quando Tiestes acaba de comer, Atreu manda vir os ossos e cabeças das crianças e mostra-os a Tiestes. Horrorizado, amaldiçoa Atreu e sai. A maldição vai continuar através dos filhos e netos de Atreu.
Tiestes foi para Sicyon, onde a sua filha era sacerdotisa. Foi-lhe dito por um oráculo que, se ele e a sua própria filha Pelópia tivessem um filho, este mataria Atreu. Tiestes violou a filha disfarçado, mas esta conseguiu roubar-lhe a espada.

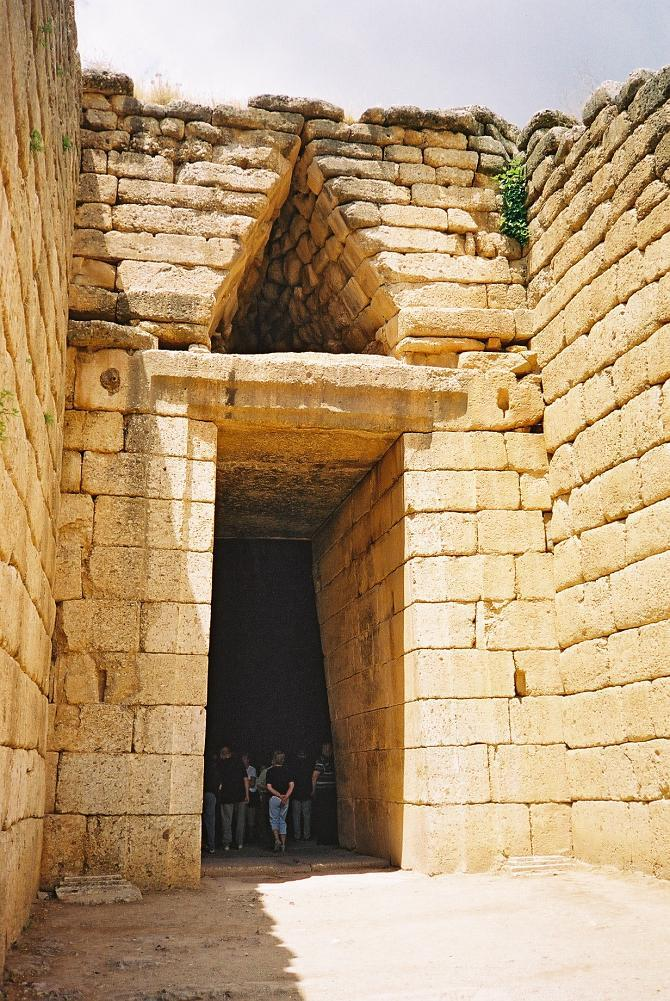
Tumba de Atreu
Micenas, c.

Entretanto Micenas estava devastado por fome e miséria e Atreu consultou um oráculo que lhe disse para trazer Tiestes de volta. Atreu procurou em Sicyon, mas Tiestes já não se encontrava lá. Contudo desenvolveu uma paixão por Pelópia, que julgava ser filha do rei de Sicyon. Como Érópe já tinha sido assassinada, pediu-a em casamento. Envergonhada da violação, Pelópia abandonou o recém-nascido nas montanhas, mas um pastor encontrou-o e alertou Atreu, que perdoou Pelópia pela sua loucura e deu o nome Egisto à criança.
Atreu continuou a busca por Tiestes e enviou os seu filhos Agamemnon e Menelau para o procurarem. Estes encontraram-no e trouxeram-no de volta a Micenas, onde foi encarcerado. Atreu decidiu matá-lo, e ordenou a Egisto que o fizesse. Levando a espada que Pelópia tinha guardado desde a violação, Egisto preparou-se para o assassínio. Contudo foi dominado por Tiestes, que reconheceu a espada e compreendeu que Egisto era o seu filho. Então Tiestes poupou Egisto e ordenou-lhe que chamasse Pelópia. Quando ela chegou soube que a espada era do seu pai, pegou nela e suicidou-se. Depois Tiestes disse a Egisto que fosse contar a Atreu que já estava morto. Atreu ficou contente e foi fazer um sacrifício. Tiestes revelou-se e contou que era o verdadeiro pai de Egisto, ordenando-o que matasse Atreu. Assim se cumpriu a previsão do oráculo.
A partir desse momento, Tiestes foi o rei de Micenas.